# Мотивационен плакат
Мотивационен плакат (на английски: motivational poster) е вид плакат създаден за и най-често срещан на работното място или в училище.

## Цел
Целта на мотивационни плакати е да накара хората да постигнат повече или да се замислят по друг начин върху нещата, които правят. 
В англоезичния свят масовата популяризация на такъв тип плакати се счита за дело на фирмата Successories. Нейните плакати са издържани във формат съдържащ черен кант с намиращи се под снимка заглавие и подзаглавие.

## Ефекти
Мотивационните плакати има влияние върху човешкото поведение. Изследване на учени в Глазгоуския университет показва как поставянето на мотивационен плакат рекламиращ използването на стълбите вместо ескалатор в метростанция удвоява бройката на хора изкачващи се по стълбите.
Други изследвания също показват как такъв тип плакати могат да повлияят на взимането на решение ако са поставени на определени места. След свалянето им ефекта се губи в рамките на няколко седмици.

## Демотивационни плакати
Известна пародия на мотивационните плакати и интернет мем са демотивационните плакати или демотиватори (на английски: demotivational posters/demotivators). Dispair Inc. се считат за първата компания предложила иронични и саркастични плакати имитиращи мотивационните още през 1998 година..